# Franz Henkel

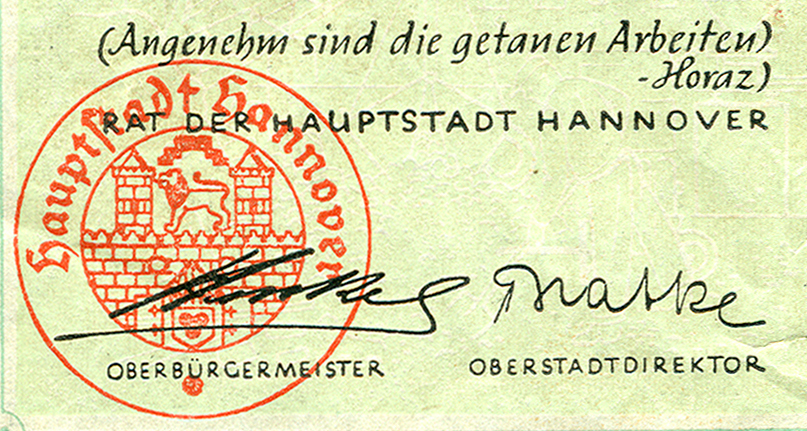
August 1946: Faksimilierte Unterschriften für den „Rat der Hauptstadt Hannover“ von Oberbürgermeister Franz Henkel (links) und Oberstadtdirektor Gustav Bratke

Franz Wilhelm Henkel (* 19. März 1882 in Oschersleben; † 14. Juni 1959 in Ilten) war ein deutscher Kaufmann, Kommunalpolitiker und Oberbürgermeister von Hannover.

## Leben
Geboren in der Gründerzeit des Deutschen Kaiserreichs 1882 in der Kreisstadt Oschersleben im damaligen Königreich Preußen, wohnte Franz Henkel ab 1893 in Hannover und besuchte in Sarstedt und Hannover verschiedene Bürgerschulen. Anschließend durchlief er eine Lehre als technischer Kaufmann.

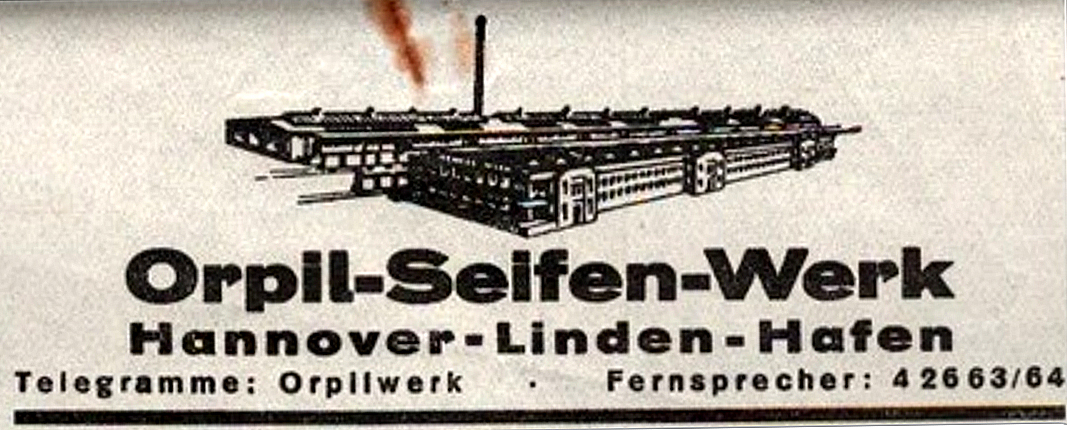
Briefkopf mit Vogelschau über das historische Werksgelände des Orpil-Seifen-Werks mit zwei Gleisanschlüssen und Güterwaggons zwischen Werkshallen und Bezugnahme auf den Lindener Hafen

1912 gründete Henkel gemeinsam mit einem Teilhaber, der allerdings nach kurzer Zeit die Firma wieder verließ, in Linden das Unternehmen Henkel & Co., das anfänglich vor allem Waschmittel, Kernseife und Pflegemittel für Fußböden produzierte und später auch als Orpil-Seifen-Werk auftrat.
Nach dem Ersten Weltkrieg wurde Franz Henkel Gründungsmitglied der 1918 entstandenen Deutschen Demokratischen Partei (DDP) und war für die gesamte Dauer der Weimarer Republik Mitglied im Vorstand der Partei bis zu deren Auflösung nach der Machtergreifung 1933 durch die Nationalsozialisten. In der nun folgenden Zeit des Nationalsozialismus wurde Henkel mehrfach verhaftet und misshandelt.

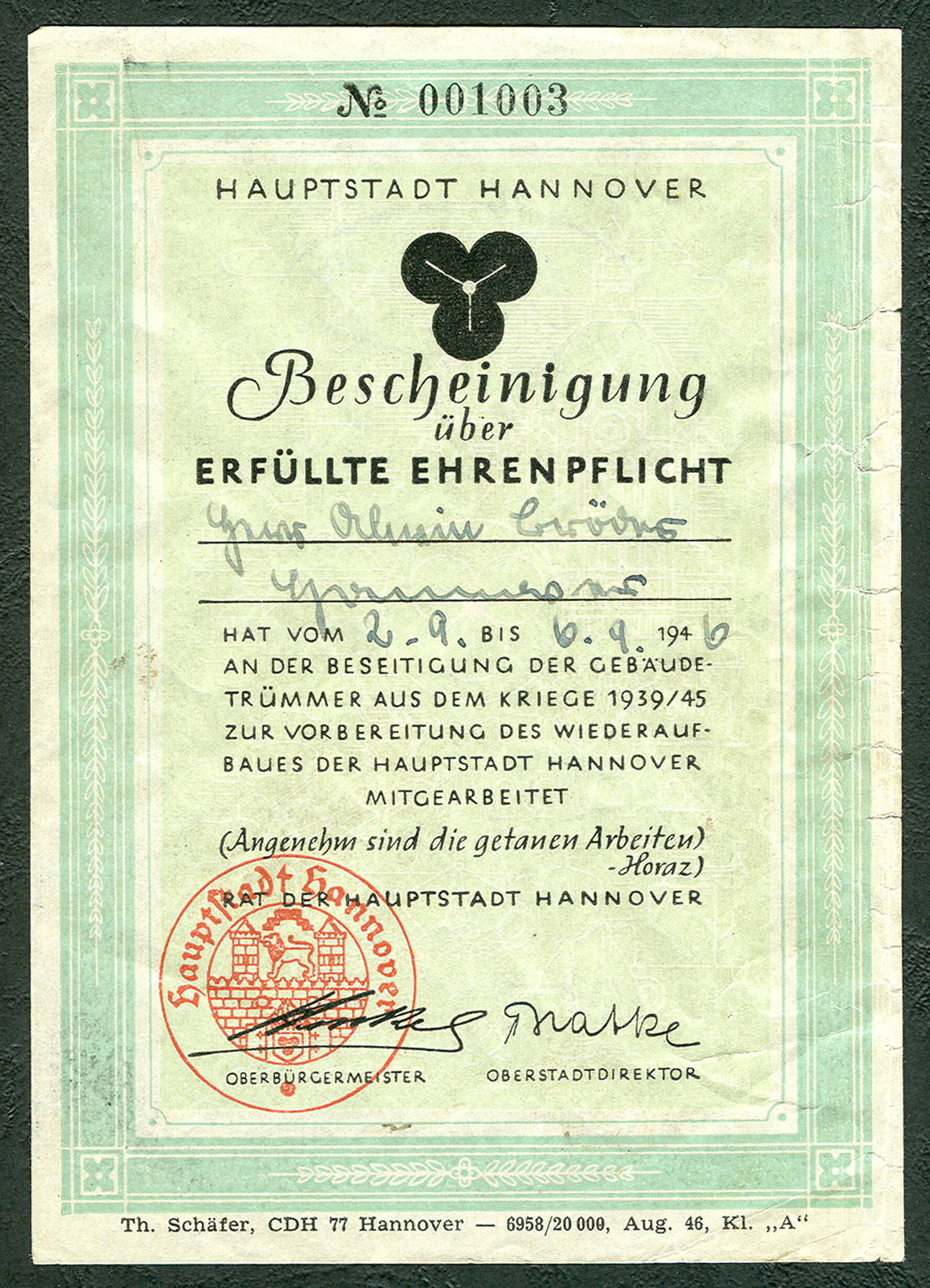
Vorgedruckte Unterschriften des hannoverschen Oberbürgermeister sowie des Oberstadtdirektors Bratke unter einer Bescheinigung über „erfüllte Ehrenpflicht“ zur Trümmerbeseitigung,
Vordruck von August 1946, Verlag Th. Schäfer

Laut dem Adressbuch der Stadt Hannover von 1942 bewohnte Franz Henkel während des Zweiten Weltkrieges und den bald folgenden Luftangriffen auf Hannover das Gebäude in der Lüerstraße 8 im damaligen Hindenburgviertel und heutigen Stadtteil Zoo. Zudem war er Eigentümer von zwei Gebäuden unter der seinerzeitigen Adresse Dincklagestraße 1A und 2, wo unter anderem der Bildhauer August Waterbeck einer seiner Mieter war. Doch die ebenfalls dort befindlichen Büroräume des Orpil Seifenwerks lagen in beinahe unmittelbarer Nachbarschaft mit der NSDAP-Gauleitung Süd-Hannover-Braunschweig.
Nach dem Weltkrieg der in Hannover nach dem Einmarsch amerikanischer Truppen noch vor der Kapitulation des Dritten Reiches zu Ende ging, beteiligte sich Franz Henkel bereits im April 1945 – gemeinsam mit Kurt Pentzlin, Christian Kuhlemann und Hans-Joachim Fricke – als Kontaktperson zu der britischen Militärregierung am raschen Wiederaufbau der Wirtschaft. So wurde Henkel schon im April 1945 in den Hauptausschuss für Wiederaufbau berufen.
Ebenfalls 1945 wurde Henkel, als Vertreter der nunmehrigen Firma Orpil-Seifen-Werk Dr. Wirth & Co., Inh. Franz Henkel, Hannover, insbesondere mit der Neubildung der Industrie- und Handelskammer Hannover (IHK) beauftragt, als deren Präsident er dann von 1945 bis 1953 wirkte. 1953 bis 1959 fungierte er anschließend als Ehrenmitglied im Präsidium der IHK.
Ebenfalls bereits 1945 wurde Franz Henkel in der neu gegründeten Freien Demokratischen Partei (FDP) zum Ersten Vorsitzenden des Landesverbandes Niedersachsen gewählt. Zudem wirkte er als Mitglied im Vorstand der Deutschen Friedensgesellschaft sowie der Liga für Menschenrechte in Hannover.
Als von der britischen Militärregierung eingesetzter Ratsherr wirkte Franz Henkel von Januar bis Oktober 1946 zunächst als Oberbürgermeister von Hannover, bis Mai 1947 dann nur noch als stellvertretender Oberbürgermeister, nachdem er bereits zum 20. April 1947 Mitglied des ernannten Hannoverschen Landtages geworden war, dem späteren Niedersächsischen Landtag, und dort bis zum Ende der 1. Wahlperiode am 30. April 1951 die Aufgaben des stellvertretenden Fraktionsvorsitzenden der FDP wahrnahm.
Der Landtag wählte Henkel zum Mitglied der ersten Bundesversammlung, die 1949 Theodor Heuss zum Bundespräsidenten wählte.
Franz Henkel starb 1959 in Ilten.

## Ehrungen
- 1952: Verdienstkreuz (Steckkreuz) der Bundesrepublik Deutschland
- 1953: Großes Verdienstkreuz der Bundesrepublik Deutschland